# Rede de área metropolitana sem fio
Uma rede de área metropolitana sem fio (em inglês: wireless metropolitan area network, sigla WMAN) é uma rede de área metropolitana (MAN) sem fio - wireless. Os WMAN baseiam-se na norma IEEE 802.16. A WLAN chega atingir cerca de 4 a 5 quilômetros de alcance. Deve-se destacar a diferença entre WLAN (Wireless Local Area Network) e WMAN pois não são a mesma coisa. Um exemplo de rede que é classificada como WMAN, respeitando o padrão da norma IEEE 802.16, é o WiMAX. 
A rede metropolitana sem fios WMAN é também conhecida sob o nome de Anel Local Rádio (BLR). O BLR oferece um débito útil de 1 a 10 Mbit/s para um alcance de 4 a 10 quilômetros, o que destina esta tecnologia principalmente aos operadores de telecomunicação. A norma de rede metropolitana sem fios mais conhecida é o WiMAX, permitindo obter débitos de aproximadamente 70 Mbit/s num raio de vários quilômetros.